# El Paraíso, La Trinitaria
El Paraíso är en ort i Mexiko.   Den ligger i kommunen La Trinitaria och delstaten Chiapas, i den sydöstra delen av landet, 900 km sydost om huvudstaden Mexico City. El Paraíso ligger 591 meter över havet och antalet invånare är 464.
Terrängen runt El Paraíso är huvudsakligen platt, men österut är den kuperad. Runt El Paraíso är det ganska glesbefolkat, med 47 invånare per kvadratkilometer. Närmaste större samhälle är Doctor Rodulfo Figueroa, 9,1 km väster om El Paraíso. Omgivningarna runt El Paraíso är en mosaik av jordbruksmark och naturlig växtlighet.